# La Belle Noiseuse
La Belle Noiseuse (conocida en Hispanoamérica como La bella mentirosa) es una película de 1991 dirigida por Jacques Rivette y protagonizada por Michel Piccoli, Jane Birkin y Emmanuelle Béart. Está levemente inspirada en el relato Le Chef-d'œuvre inconnu de Honoré de Balzac e incluye algunos elementos de The Liar, The Figure in the Carpet y The Aspern Papers de Henry James.

## Sinopsis
Un pintor famoso y aislado, Frenhofer (Piccoli), vive en silencio con su esposa y antigua modelo (Birkin) en un castillo en el Languedoc-Roussillon. Cuando un joven artista lo visita con su novia, Marianne (Béart), Frenhofer se siente inspirado a comenzar a trabajar una vez más en un cuadro que abandonó hace mucho tiempo -La Belle Noiseuse- utilizando a Marianne como modelo. La película explora minuciosamente el renacimiento creativo de Frenhofer. Utiliza largas tomas en tiempo real de la mano del artista (proporcionadas por Bernard Dufour) trabajando sobre el papel y el lienzo.

## Reparto
- Michel Piccoli es Édouard Frenhofer.
- Jane Birkin es Liz.
- Emmanuelle Béart es Marianne.
- Marianne Denicourt es Julienne.
- David Bursztein es Nicolas.
- Gilles Arbona es Porbus.
- Marie Belluc es Magali.
- Marie-Claude Roger es Françoise.

## Recepción
La película ganó el Gran Premio en el Festival de Cine de Cannes en 1991. Ha sido alabada por la crítica y cuenta con un ranking aprobatorio del 100% en el sitio especializado Rotten Tomatoes.